# John Edward Williams
John Edward Williams (Wichita Falls, 1922. augusztus 29. – Fayetteville, 1994. március 3.) amerikai író, szerkesztő és professzor.

## Élete
Williams Clarksville-ben, Texasban nevelkedett. Nagyszülei földművesek voltak; mostohaapja egy postahivatalban volt portás. Williams egy évig járt egy helyi junior főiskolára, majd a médiában dolgozott, mielőtt 1942 elején a légierőhöz jelentkezett volna. Két és fél évet töltött őrmesterként Indiában és Burmában. Kalkuttai szolgálata alatt kezdte írni első regényét.
A háború végén Williams Denverbe költözött, és beiratkozott a Denveri Egyetemre, ahol Bachelor of Arts (1949) és Master of Arts (1950) fokozatot szerzett. Az egyetemen eltöltött ideje alatt jelent meg első két könyve, a Nothing But the Night (Swallow Press, 1948) című regény, amely egy korai traumatikus élményből fakadó rettegést és önfejűséget ábrázolja, és a The Broken Landscape (1949), egy versgyűjtemény. Az MA diploma megszerzése után beiratkozott a Missouri Egyetemre, ahol tanított és 1954-ben angol irodalomból doktorált. 1955 őszén adjunktusként tért vissza a Denveri Egyetemre és a kreatív írási program igazgatója lett. Második regénye, a Butcher's Crossing (Macmillan, 1960) az 1870-es évek Kansas határvidéki életét mutatja be.
1963-ban Williams szerkesztette és megírta a bevezetőt az English Renaissance Poetry: A Collection of Shorter Poems from Skelton to Jonson (Doubleday) című antológiához. A kiadvány ellenreakciót váltott ki Yvor Winters költő és irodalomkritikus részéről, aki azt állította, hogy Williams antológiája átfedésben van kánonjával és a bevezető az ő érveit utánozta. A kiadók beleegyeztek abba, hogy Wintersnek szóló köszönetnyilvánítást is belefoglaljanak a kiadványba.
Williams második versgyűjteményét, a The Necessary Lie (1965) a Verb Publications adta ki. Ő volt a University of Denver Quarterly (később Denver Quarterly) alapító szerkesztője, amely először 1965-ben jelent meg. Szerkesztőjeként 1970-ig maradt.
Harmadik regénye, a Stoner, amely egy Missouri Egyetem angol adjunktusának tragikus életét részletezi, a Viking Press gondozásában jelent meg 1965-ben. A The New York Review of Books gondozásában megjelent 2005-ös újbóli kiadást széles körű kritikai elismeréssel fogadták. Ezt követően Európa-szerte lefordították, és 2011-től bestseller lett Franciaországban, Hollandiában, Olaszországban, Izraelben és az Egyesült Királyságban.
Negyedik regénye, az Augustus (1972) Augustus Caesar erőszakos korszakát adja vissza Rómában. Megjelenésének évében  John Barth Chimerajával közösen megosztva nyerte el a Nemzeti Könyvdíjat, ez volt az első alkalom, hogy a díjat megosztották.
1985-ben vonult nyugdíjba a Denveri Egyetemről és 1994-ben halt meg légzési elégtelenségben otthon, az arkansasi Fayetteville-ben. Felesége és leszármazottai maradtak. Az ötödik, befejezetlen regény, a The Sleep of Reason, melyből két hosszú részlet jelent meg a Ploughsharesben és a Denver Quarterlyben 1981-ben, illetve 1986-ban.
Egy 1986-os interjúban megkérdezték tőle: "És az irodalom azért van, hogy szórakoztató legyen?" mire ő határozottan azt válaszolta: "Hogyne. Istenem, öröm nélkül olvasni hülyeség."

## Fogadtatása és öröksége
A kritikus, Morris Dickstein megjegyezte, hogy bár a Butcher's Crossing, a Stoner és az Augustus „feltűnően különböző témájúak”, mindannyian „hasonló narratív ívet mutatnak: egy fiatal férfi beavatása, ádáz férfirivalizálás, finomabb feszültségek férfiak és nők között, apák és a lányok, végül a csalódás, sőt a hiábavalóság sivár érzése." Dickstein "valami ritkábbnak nevezte a Stonert, mint egy nagyszerű regény – ez egy tökéletes regény, olyan jól elmondott és gyönyörűen megírt, olyan mélyen megindító, hogy eláll a lélegzeted."
A Stonerhoz írt bevezetőjében az ír szerző, John McGahern ezt írta: "Stonerben nagyon magas színvonalú szórakozás található, amit maga Williams úgy ír le, mint "menekülés a valóságba", valamint fájdalom és öröm. A próza tisztasága. önmagában hamisítatlan öröm.”
Hasonlóképpen Steve Almond dicsérte Stonert a The New York Times Magazine-ban, és ezt írta: "Soha nem találkoztam még ilyen kíméletlen művel az emberi igazságok iránti elkötelezettségében és ilyen gyengéd kivitelezésében."
2018-ban a University of Texas Press adta ki Williams életrajzát, amelyet Charles J. Shields írt The Man Who Wrote the Perfect Novel: John Williams, Stoner, and the Writing Life (A férfi, aki a tökéletes regényt írta: John Williams, Stoner és az írói élet) címmel.
Williams özvegye, Nancy Gardner 2019-ben a The Paris Review-nak adott széleskörű interjújában a háborús szolgálatáról, a munkamódszereiről és az alkoholizmusáról beszélt.

## Művei
Regények
- Nothing but the Night (1948) ISBN 9781784873998
- Butcher's Crossing (1960)
  - Butcher's Crossing –  Park, Budapest, 2017 · ISBN 9789633553725 · fordította: Gy. Horváth László
- Stoner (1965) ISBN 978-1-59017-199-8
  - Stoner –  Park, Budapest, 2015 · ISBN 9789633552476 · fordította: Gy. Horváth László
- Augustus (1972) ISBN 0-670-14112-7
  - Augustus –  Park, Budapest, 2016 · ISBN 9789633552773 · fordította: Gy. Horváth László

Költészet
- The Broken Landscape: Poems (1949)
- The Necessary Lie (1965)

Szerkesztett antológia
- English Renaissance Poetry: A Collection of Shorter Poems from Skelton to Jonson (1963)

## Fordítás
- Ez a szócikk részben vagy egészben  a   John Edward Williams című angol Wikipédia-szócikk fordításán alapul.  Az eredeti cikk szerkesztőit annak laptörténete sorolja fel. Ez a jelzés csupán a megfogalmazás eredetét és a szerzői jogokat jelzi, nem szolgál a cikkben szereplő információk forrásmegjelöléseként.